# Inishmore

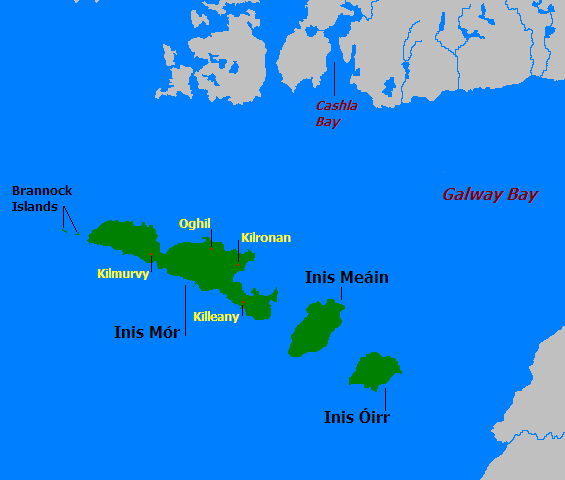
ligging Inis Mór

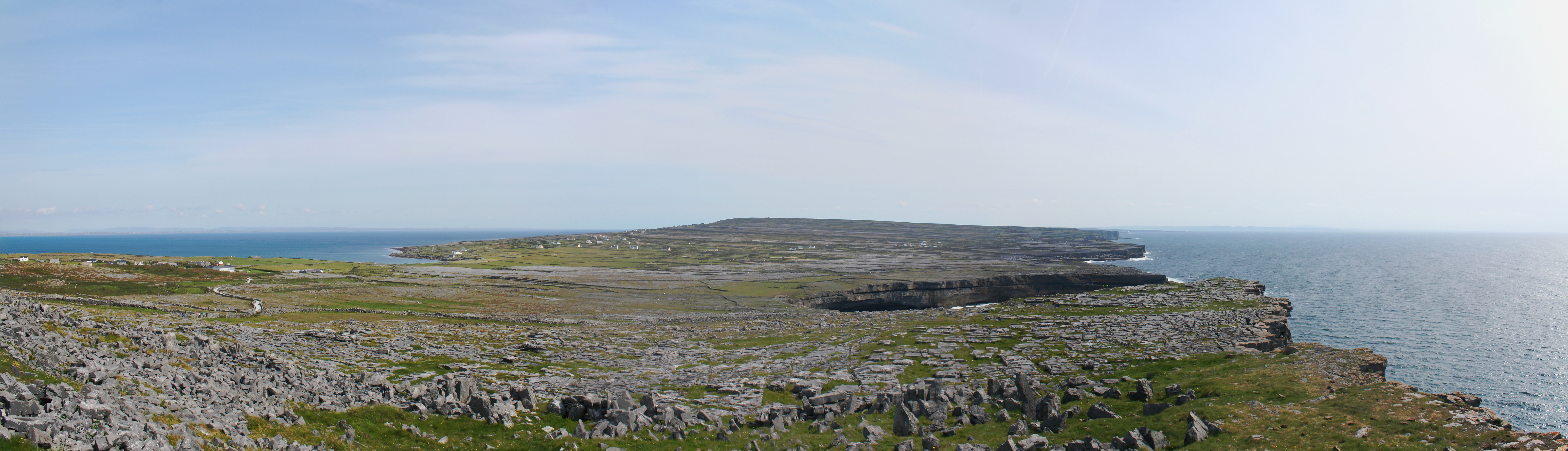
karstlandschap op Inis Mór

Inishmore  of Inis Mór is het grootste van de Araneilanden, gelegen in de Baai van Galway (Ierland). Het eiland beslaat 31 km² en heeft een bevolkingsomvang van 762 (2016) zielen.
Het eiland ligt in de Gaeltacht. Op het eiland liggen verschillende stadjes en dorpen, waarvan Cill Rónáin (Kilronan) het belangrijkste is.
Het eiland is een uitloper van  de Burren en een groot deel van het eiland is dan ook een karst-landschap met een bodem van kalksteen. Deze bodem is met grote scheuren en geïsoleerde rotsen zeer geaccidenteerd. Het gebied is ongeveer 350 miljoen jaar geleden gevormd en de gesteenten bevatten fossiele koralen, ammonieten en andere fossielen. De flora is bijzonder door de klimatologische en geologische  omstandigheden. Zo groeien er arctische, mediterrane en alpiene soorten door elkaar. Op het eilanden komen onder meer gentianen en orchideën voor.
Op het eiland liggen verscheidene voorhistorische en middeleeuwse gebouwen, waarvan het hoog op de kliffen gelegen fort Dún Aonghasa het meest imponeert. Daarnaast zijn er enkele zeer oude (resten van) kerken.
Inis Mór is een belangrijke toeristische bestemming, onder meer vanwege de verschillende forten en het bijzondere landschap. Het eiland kan met verschillende veerboten bereikt worden, vanuit Ros an Mhíl en Galway.

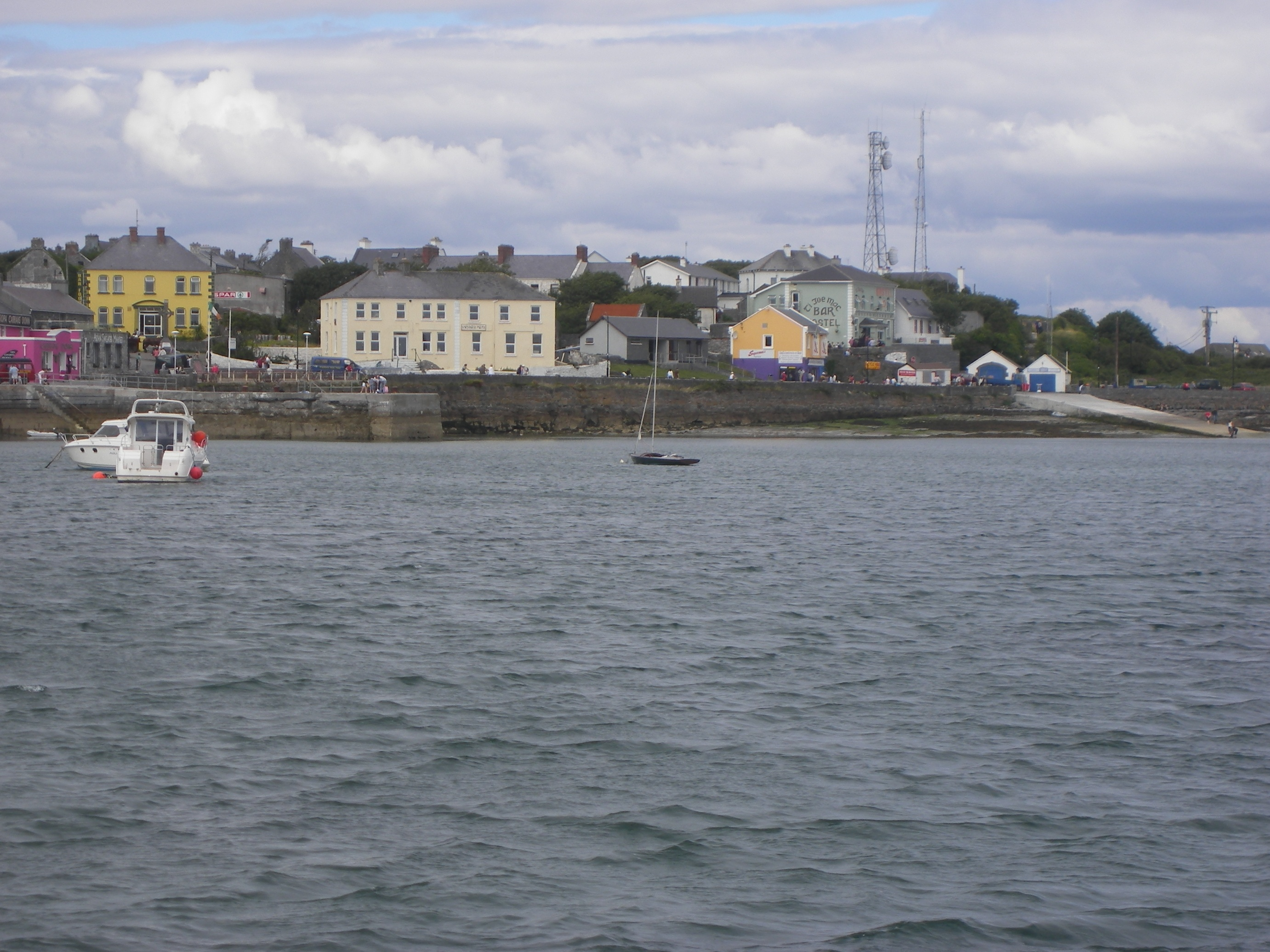
Cill Rónáin
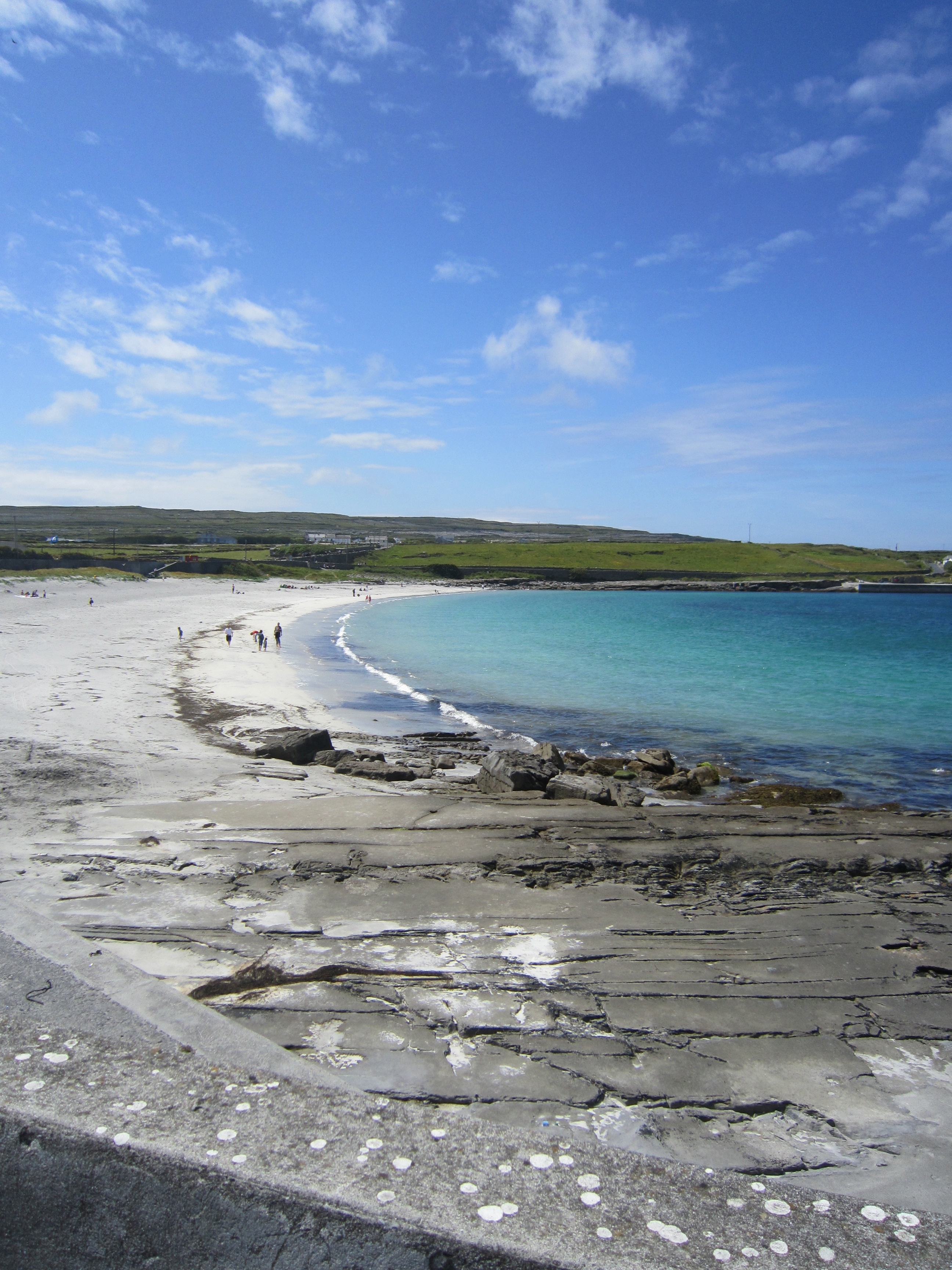
Strand van Inis Mór
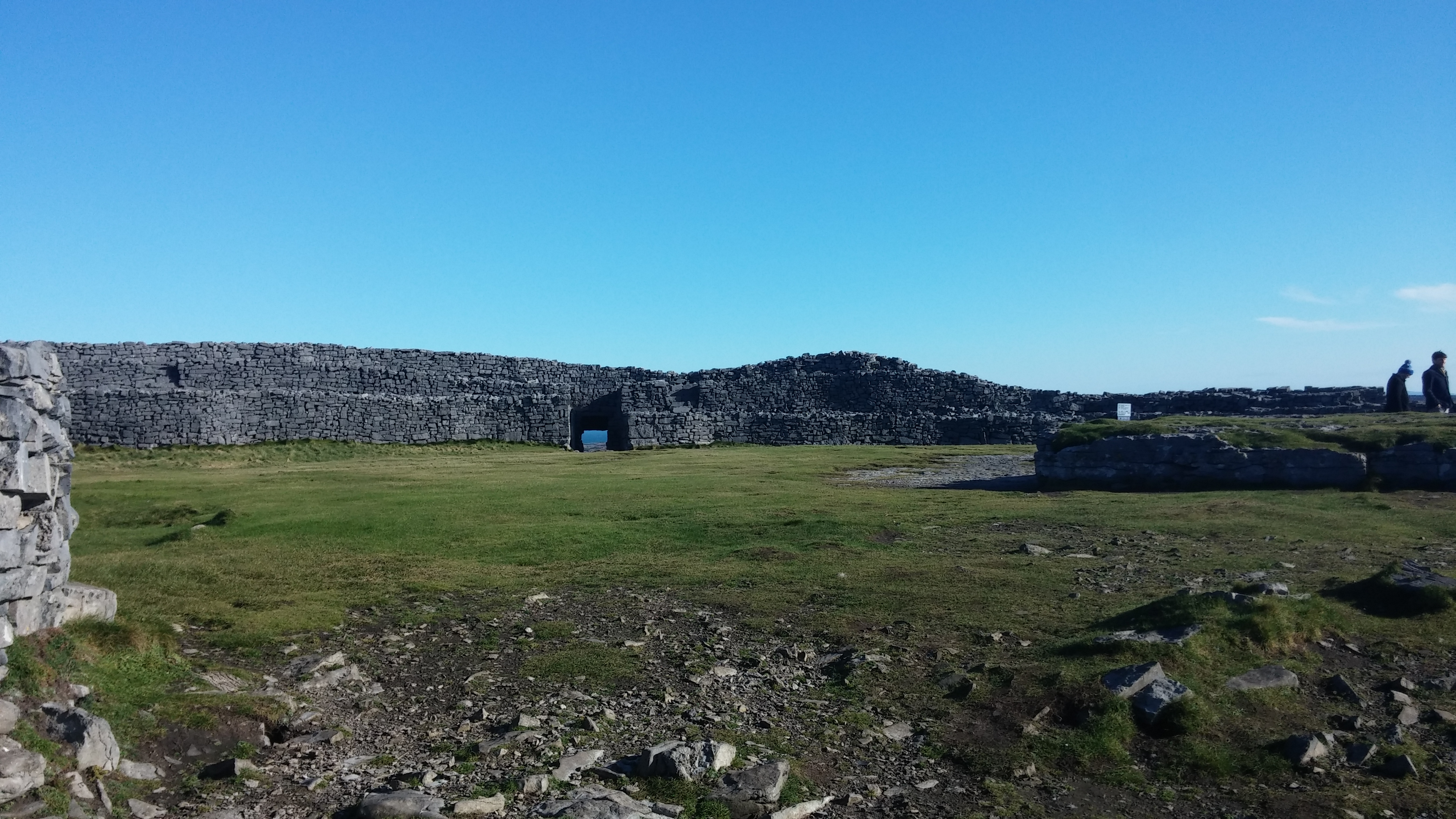
Fort Dún Aonghusa
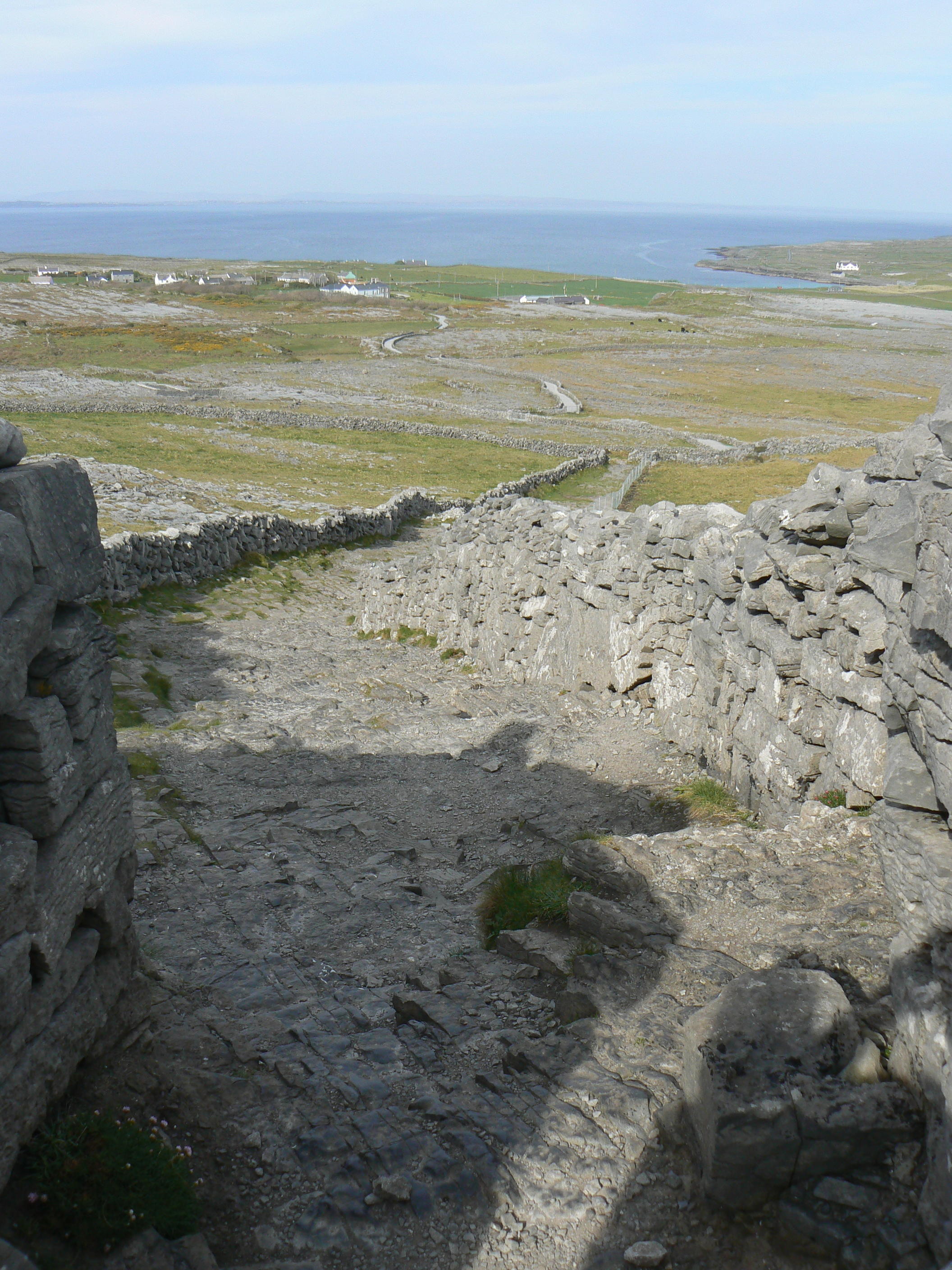
Zicht vanaf Dún Aonghusa
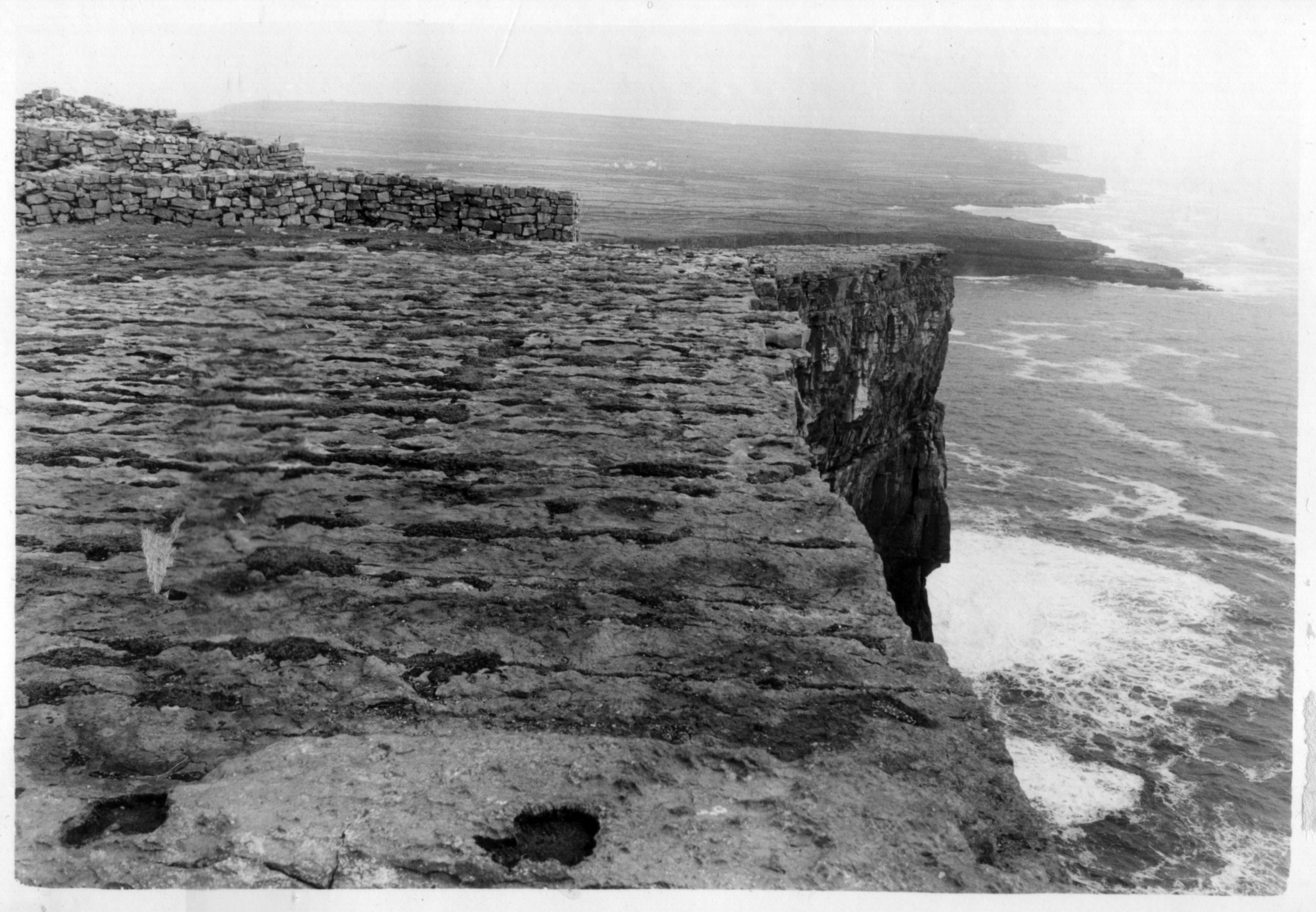
Kliffen bij Dún Aonghasa
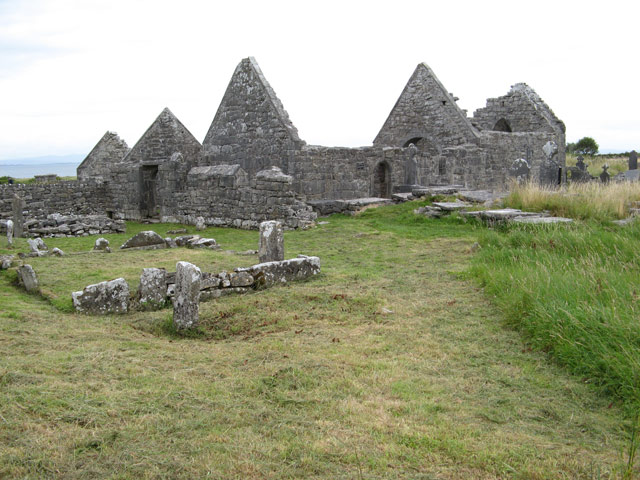
De zeven kerken op Inis Mór